# Pelegrina variegata
Pelegrina variegata là một loài nhện trong họ Salticidae.
Loài này thuộc chi Pelegrina. Pelegrina variegata được Frederick Octavius Pickard-Cambridge miêu tả năm 1901.